# Fred Wright
Alfred «Fred» Brockwell Wright , nascido em 13 de junho de 1999, é um ciclista britânico, evoluindo ao mesmo tempo na estrada e na pista. É membro da equipa Bahrain Victorious.

## Biografia
Em 2020, foiseleccionado para representar o seu país nos Campeonato Europeu de Ciclismo em Estrada organizados em Plouay no Morbihan.. Classifica-se trigésimo-sétimo da corrida em linha

## Palmarés em pista

### Copa do mundo
- 2018-2019
  - 2.º da americana em Londres
  - 3.º da perseguição por equipas em Londres
- 2019-2020
  - 3.º da americana em Hong Kong

### Campeonato Europeu
| Edição / Prova              | Perseguição por equipas                   | Corrida à americana | Omnium |
| Montichiari 2016 (juniores) | Ouro (com Hayter, Walls e Wood)           |                     |        |
| Anadia 2017 (juniores)      | Prata                                     |                     | Ouro   |
| Aigle 2018 (esperanças)     | Ouro (com Holt, Britton, Walls e Bostock) |                     |        |
| Gante 2019 (esperanças)     |                                           | Ouro (com Walls)    |        |

### Campeonato da Grã-Bretanha
- 2016
  - 3.º do campeonato do Reino Unido em Pista
- 2018
  -  Campeão da Grã-Bretanha de perseguição por equipas (com Ethan Hayter, Jake Stewart, Matthew Walls e Rhys Britton)
  -  Campeão da Grã-Bretanha da americana (com Matthew Walls)
- 2019
  -  Campeão da Grã-Bretanha da americana (com Rhys Britton)
  - 2.º da Perseguição por equipas perseguição por equipas
  - 2.º do  omnium

## Palmarés em estrada

### Por ano
| - 2015 - Medalha de bronze do contrarrelógio ao Festival olímpico da juventude europeia - 2016 - Classificação geral da Volta do país de Gales juniores - 2017 - Estrela do Sur-Limbourg : - Classificação geral - 2. ª etapa - 3.º da Volta do país de Gales juniores | - 2018 - - 3. ª etapa da Ronde de l'Oise - 2.º da Ronde de l'Oise - 2.º do campeonato da Grã-Bretanha em estrada esperanças - 2019 - Grande Prêmio de Affligem - 7. ª etapa do Giro d'Italia Esperanças - 4. ª etapa da Volta de l'Avenir - 3.º de À travers les Hauts-de-France |

### Resultados nas grandes voltas

#### Tour de France
1 participação
- 2021 : 96.º

#### Volta a Espanha
1 participação
- 2020 : 91.º

### Classificações mundiais
| Ano             | 2018   |
| UCI Europe Tour | 532.º. |